# Plistonax travassosi
Plistonax travassosi là một loài bọ cánh cứng trong họ Cerambycidae.